# Peroxodizwavelzuur
Peroxodizwavelzuur is een anorganisch perzuur met als brutoformule H2S2O8. De stof komt voor als een kleurloze vaste stof, die bij 65°C ontleedt. Het wordt ook wel aangeduid als Marshalls zuur.
Het zuur heeft weinig relevante betekenis, maar de zouten ervan (peroxodisulfaten zoals kaliumpersulfaat) worden in de industrie toegepast. Het zijn krachtige oxidatoren.

## Synthese
Peroxodizwavelzuur wordt gewoonlijk bereid door de reactie van zwaveltrioxide met waterstofperoxide:
{\displaystyle {\ce {2 SO3 + H2O2 -> H2S2O8}}}
Als alternatief wordt ook de elektrolyse van zwavelzuur toegepast.